# Martine Letterie
Martine Letterie (geboren 12. Dezember 1958 in Amsterdam) ist eine niederländische Schriftstellerin.

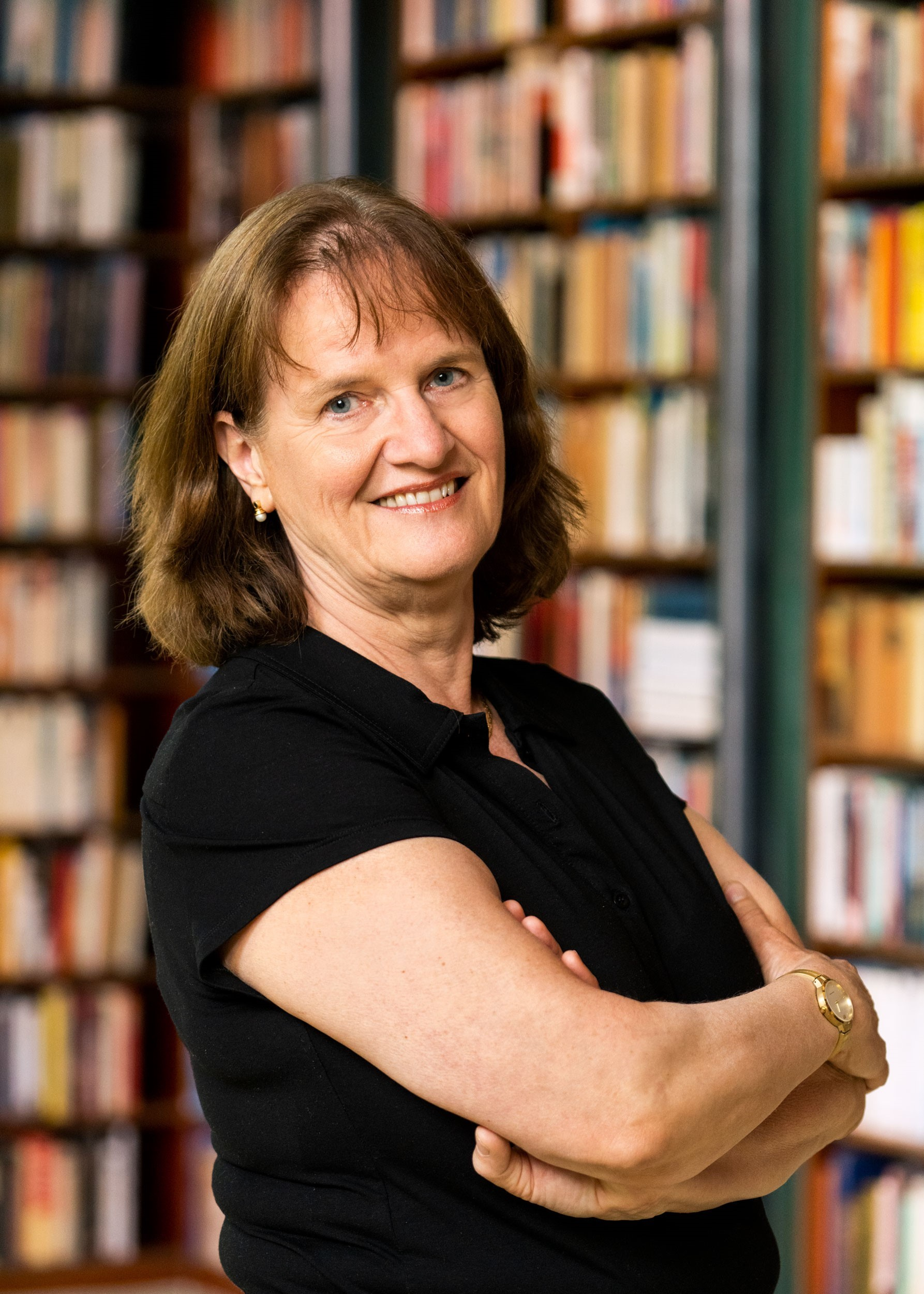
Martine Letterie (2022)

## Leben
Martine Letterie ist eine Tochter des Bildhauers Frank Letterie. Ihr Großvater Martinus Letterie war während der deutschen Besetzung der Niederlande im kommunistischen Widerstand; er wurde 1941 im KZ Amersfoort inhaftiert und im Januar 1942 im KZ Neuengamme ermordet.
Letterie wuchs in Voorburg auf. Sie studierte von 1978 bis 1985 Niederlandistik an der Universität Utrecht und war gut zwölf Jahre Lehrerin in Zutphen und Doetinchem. Danach arbeitete sie als Schulbuchautorin und als Redakteurin für Jugendliteratur. Letterie war von 1991 bis 1993 Jurorin beim Jugendbuchpreis Gouden Griffel. 1996 heiratete sie Rinke Smedinga, sie haben drei Kinder. Smedingas Vater war während der deutschen Besetzung der Niederlande Kollaborateur und SS-Mitglied und hat sich später davon nicht distanziert. Sie leben in Vorden.
1996 erschien ihr erstes Jugendbuch. Letterie schreibt hauptsächlich historische Kinderbücher, die auf wahren Begebenheiten basieren. 2017 wurde ihr Buch Kinderen met een ster (Kinder mit Stern) mit einem Zilveren Griffel ausgezeichnet. Letterie hielt 2018 die Bill-Minco-Lesung. Sie wurde 2019 zur Vorsitzenden der Amicale Internationale KZ Neuengamme gewählt.

## Werke (Auswahl)
- Het schorriemorrie van De Pruk. Ploegsma, 1996
- Een valk for Berend. Leopold, 2001 (über den Ritter Berend van Hackfort)
  - Robin und die schwarzen Ritter. Übersetzung Verena Kiefer. Würzburg, 2003
- Berend en de aanslag op de hertog. Leopold, 2002
  - Robin und das gefährliche Turnier. Übersetzung Verena Kiefer.  Würzburg, 2005
- Robin und die wilden Ritter. Übersetzung Verena Kiefer, Stefan Häring. Würzburg, 2008
- Scherven in de Nacht, geschrieben im Auftrag des Herinneringscentrum Kamp Westerbork, 2006
- Vreemde mail. Zwijsen, 2004
  - Rätselhafte E-mails für Tim. Übersetzung Daniel Löcker. Wien: Picus, 2005
- Oorlog zonder vader. 2008
- De genen van mijn vader : een familiegeschiedenis van 400 jaar. Prometheus Bert Bakker, 2015
- Kinderen met een ster. Leopold, 2016
  - Kinder mit Stern. Übersetzung  Andrea Kluitmann. Illustrationen Julie Völk. Hamburg: Carlsen, 2018
- Verboden te vliegen. Leopold, 2019. Thea Beckmanprijs 2020
- Wij blijven bij elkaar. Leopold, 2020. Literaturpreis De Kleine Cervantes 2022
- Kinderen van ver. Illustrationen von Saskia Halfmouw. Leopold, 2022
  - Kinder von fern. Übersetzung Andrea Kluitmann. Illustrationen Elena Cavion. Hamburg: Carlsen, 2025

## Audios
- Zeitzeugen im Gespräch: Die Schriftstellerin Martine Letterie, 55.05 Minuten-Audio-Version, mit Melanie Longerich, Deutschlandfunk, 29. August 2024